# Naja mossambica
Naja mossambica é uma espécie altamente venenosa de cobra cuspideira pertencente à família Elapidae. Nativa da África, a espécie é encontrada em Angola, Botsuana, Malawi, Moçambique, Namíbia, África do Sul, Tanzânia, Zâmbia e Zimbábue.

## Taxonomia
O naturalista alemão Wilhelm Peters descreveu Naja mossambica como uma nova espécie para a ciência em 1854.

## Descrição
Em termos de coloração, N. mossambica apresenta tons de ardósia a azul, oliva ou preto-amarronzado no dorso, com algumas ou todas as escamas contornadas por bordas pretas. Na parte ventral, exibe tons de rosa-salmão a amarelo-púrpura, com barras pretas no pescoço e escamas ventrais salpicadas ou contornadas por marrom ou preto; espécimes jovens por vezes apresentam barras rosa ou amarelas na garganta.
O comprimento médio de adultos varia entre 90 cm e 105 cm, mas o maior espécime registrado foi um macho de 154 cm em Durban, KwaZulu-Natal, África do Sul.

## Distribuição
Naja mossambica é a cobra mais comum nas regiões de savana da África tropical e subtropical. Sua distribuição abrange todo o Moçambique; KwaZulu-Natal, até o sul em Durban; a região de baixo veld em Mpumalanga; o sudeste da Tanzânia e a Ilha de Pemba; e se estende a oeste até o extremo sudeste de Angola e o nordeste da Namíbia. Espécimes mais jovens são frequentemente encontrados em áreas abertas durante o dia. Diferentemente da Naja haje, esta espécie prefere locais próximos à água, para onde se dirige rapidamente quando perturbada.

## Veneno
Naja mossambica é considerada uma das cobras mais perigosas da África. Seu veneno é tão tóxico quanto o da cascavel-do-Mojave [en], considerada a cascavel mais venenosa do mundo. Assim como a Hemachatus haemachatus, ela pode cuspir seu veneno. Sua mordida causa destruição severa de tecidos locais (semelhante à da víbora-comum). O veneno nos olhos pode provocar comprometimento da visão ou cegueira. O veneno desta espécie contém neurotoxinas pós-sinápticas e citotoxinas. Há poucos registros de fatalidades por mordidas desta espécie e os sobreviventes geralmente ficam com cicatrizes ou desfigurações.
Um soro antiofídico polivalente está sendo desenvolvido pelo Instituto de Pesquisa Clodomiro Picado, da Universidade de Costa Rica.

## Dieta
A dieta de Naja mossambica consiste principalmente de anfíbios, outras serpentes, aves, ovos, pequenos mamíferos e, ocasionalmente, insetos. Há relatos de que esta cobra se alimenta de carcaças em estado avançado de decomposição. Foi documentada alimentando-se de serpentes venenosas, como mambas-negras, e desenvolveu imunidade ao veneno das mambas.

## Hábitos
N. mossambica é uma serpente nervosa e temperamental. Quando confrontada a curta distância, pode erguer até dois terços de seu comprimento, abrir seu capuz longo e estreito e cuspir em defesa, geralmente a partir de uma posição erguida. O veneno pode ser projetado a 2 a 3 m com grande precisão. Esta espécie também pode cuspir seu veneno sem se erguer ou abrir o capuz, assim como de espaços muito apertados. Dependendo das circunstâncias, pode morder em vez de cuspir, e, como a Hemachatus haemachatus, pode fingir-se de morta para evitar mais perturbações.

## Reprodução
As ninhadas de Naja mossambica variam de 10 a 22 ovos por ninhada. Cada filhote tem um comprimento total (incluindo a cauda) de 230 a 250 mm.